# Bhadravati, Maharashtra

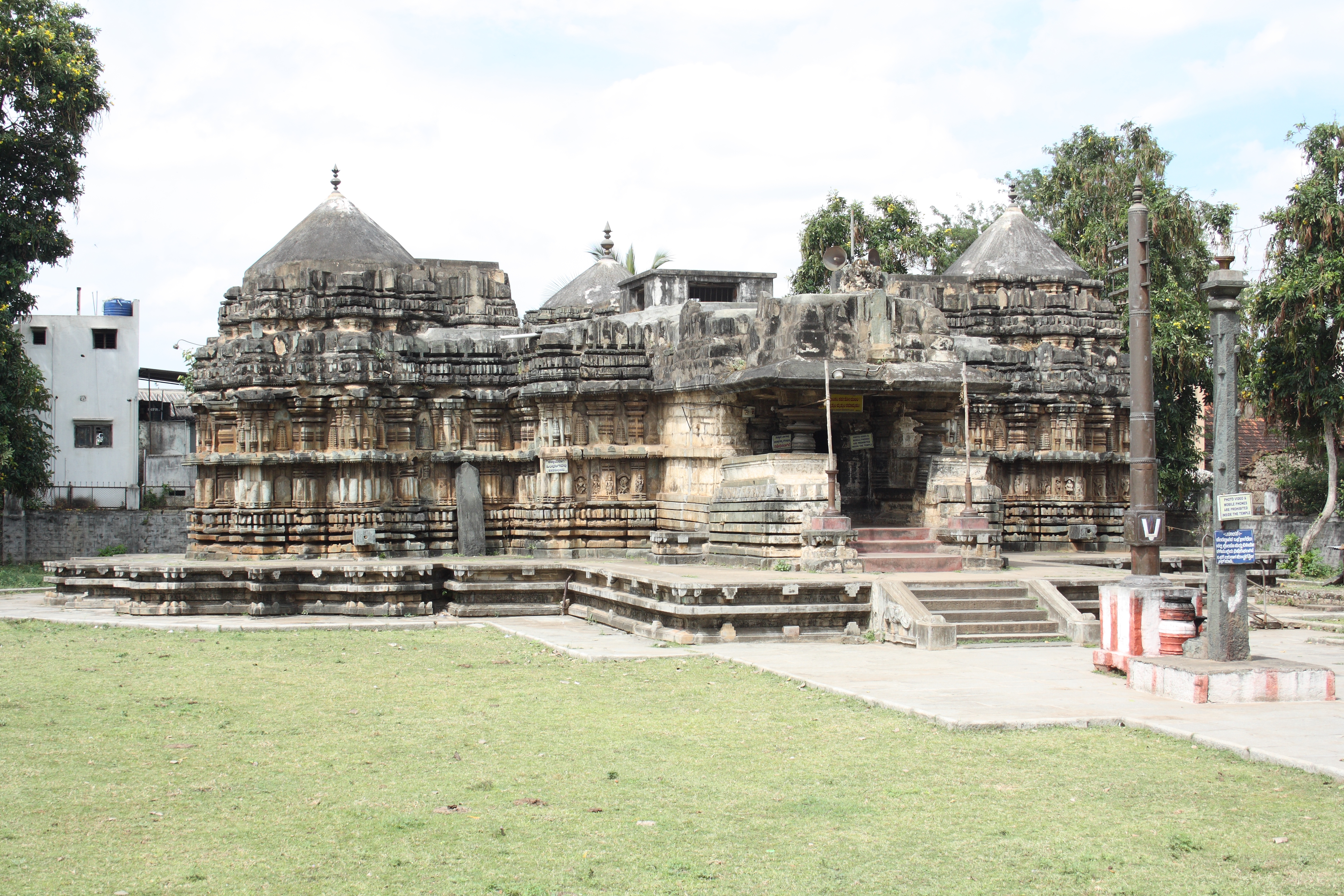

Bhadravati là một thành phố và là nơi đặt hội đồng đô thị (municipal council) của quận Chandrapur thuộc bang Maharashtra, Ấn Độ.

## Nhân khẩu
Theo điều tra dân số năm 2001 của Ấn Độ, Bhadravati có dân số 56.679 người. Phái nam chiếm 52% tổng số dân và phái nữ chiếm 48%. Bhadravati có tỷ lệ 79% biết đọc biết viết, cao hơn tỷ lệ trung bình toàn quốc là 59,5%: tỷ lệ cho phái nam là 84%, và tỷ lệ cho phái nữ là 73%. Tại Bhadravati, 10% dân số nhỏ hơn 6 tuổi.